# András Rédli
András Redli (Tapolca, 21 ottobre 1983) è uno schermidore ungherese.

## Palmarès
- Giochi olimpici

Rio de Janeiro 2016: bronzo nella spada a squadre.
- Mondiali

Adalia 2009: argento nella spada a squadre.
Parigi 2010: bronzo nella spada a squadre.
Kiev 2012: bronzo nella spada a squadre.
Budapest 2013: oro nella spada a squadre.
Lipsia 2017: bronzo nella spada individuale.
- Europei

Plovdiv 2009: oro nella spada a squadre.
Sheffield 2011: argento nella spada a squadre.
Zagabria 2013: argento nella spada a squadre.
Strasburgo 2014: oro nella spada a individuale.
Düsseldorf 2019: bronzo nella spada a squadre.